# Lachnaia
Lachnaia és un gènere de coleòpters polífags de la família dels crisomèlids. Està distribuït principalment en ambients de clima mediterrani des del sud de França a la península Ibèrica i el Marroc. S'alimenten de fulles. Es pot confondre amb la marieta de la què es diferencia perquè té el cos allargat en comptes d'arrodonit.

## Taxonomia
- Lachnaia caprai (Grasso, 1958)
- Lachnaia cylindrica (Lacordaire, 1848)
- Lachnaia hirta (Fabricius, 1801)
- Lachnaia italica (Weise, 1881)
- Lachnaia orientalis (Weise, 1881)
- Lachnaia paradoxa (GA Olivier, 1808)
- Lachnaia pseudobarathraea (K. Daniel & J. Daniel, 1898)
- Lachnaia pubescens (Dufour, 1820)
- Lachnaia puncticollis (Chevrolat, 1840)
- Lachnaia sexpunctata (Scopoli, 1763)
- Lachnaia tristigma (Lacordaire, 1848)
- Lachnaia variolosa (Linnaeus, 1767)
- Lachnaia zoiai (Regalin, 1997)